# Henk Michel
Hendrik Heike (Henk) Michel (Wierden, 15 februari 1923 – Zwolle, 30 mei 2004) was een Nederlandse verzetsstrijder tijdens de Tweede Wereldoorlog. Zijn verzetsnaam was 'Koos' of 'Kleine Koos'.

## Levensloop
De notarisbeambte Henk Michel uit Wierden ging in 1943 bij het gewapende verzet vanuit zijn gereformeerde achtergrond. Hij maakte deel uit van de KP-Visser van Henk Heerdink. 'Koos' Michel was betrokken bij tientallen overvallen op distributiekantoren en bevolkingsregisters. Bovendien nam hij deel aan bevrijdingen uit gevangenissen onder leiding van Liepke (Bob) Scheepstra: op 11 mei 1944 de kraak van de Koepelgevangenis te Arnhem, waarbij Frits de Zwerver en Henk Kruithof werden bevrijd, en op 11 juni een actie rond het huis van bewaring te Arnhem, waarbij 54 gevangenen op vrije voeten kwamen. 
Voor zijn kinderen en kleinkinderen en andere belangstellenden heeft Henk Michel zijn herinneringen op papier gezet. Hij schreef: "Omdat velen nu geen flauw begrip hebben van wat zich toen in werkelijkheid heeft afgespeeld, wil ik proberen vast te leggen waarom dat verzetswerk gedaan werd, onder welke druk je stond en waarom je ermee doorging. Voor deze beschrijving zijn mijn persoonlijke herinneringen het uitgangspunt geweest." Het boekje 'Koos' Michel: Mijn verzet in de Tweede Wereldoorlog is geredigeerd door drs. S.E. Scheepstra, dochter van LKP-leider Liepke Scheepstra.